# SS buss F3 nr 4038

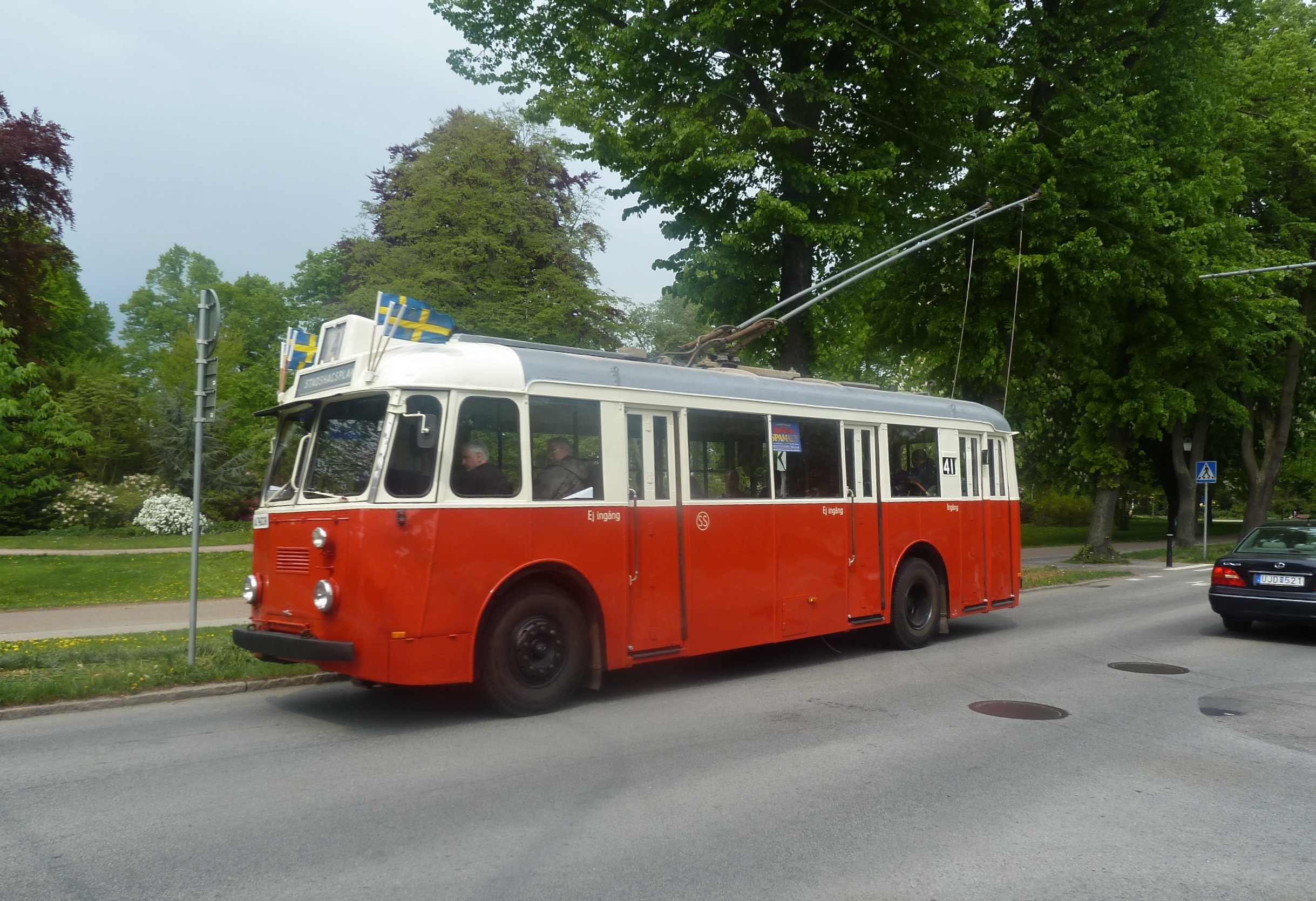
SS F3 4038 på Eriksgatan i Landskrona, 2011

SS buss F3 nr 4038 är en restaurerad Scania-Vabis-tillverkad trådbuss, som varit i trafik i Stockholm och som nu ägs av Svenska Spårvägssällskapet i Sverige. Den ingick i en beställning på 113 bussar, med kaross från Hägglund & Söner och elmotor från Asea. Den gick i trafik i Stockholm mellan januari 1941 och augusti 1964.
Bussen drivs med bakhjulsdrift av en elmotor på 85 kilowatts effekt. Den är försedd med elmotorbroms och tryckluftsbroms. Den är 10,05 meter lång, 2,40 meter bred och 3,42 meter hög. Den tog maximalt 72 passagerare, varav 25 stående.
Bussen skadades i en brand 2013 i ett garage i Länna industriområde, men har återställts.